# Ветропарк Китка
Ветропарк Ковачица је ветропарк у Србији. Налази се у близини места Поличка на територији општине Косовска Каменица у источном делу аутономне покрајине Косово и Метохија. Пуштен је у рад у новембру 2018. године. Састоји се од 9 турбина, укупног капацитета 32,4 мегавата.